# Diethard Finkelmann
Diethard Finkelmann (* 15. Juli 1941 in Potsdam) ist ein ehemaliger deutscher Handballspieler. 1966 wurde er mit der deutschen Mannschaft Weltmeister im Feldhandball.
Finkelmann spielte zuerst bei den Reinickendorfer Füchsen Berlin, nach deren Abstieg im Jahr 1971 wurde er vom Hamburger SV verpflichtet. Nach einem Jahr kehrte er vor den Olympischen Spielen zu den Reinickendorfer Füchsen zurück.
Der 1,86 Meter große Finkelmann stand im Aufgebot der deutschen Handballnationalmannschaft bei der Feldhandball-Weltmeisterschaft der Männer 1966 (Weltmeister), der Hallenhandball-Weltmeisterschaft 1970 (5. Platz) und den Olympischen Spielen 1972 (6. Platz). Bei den Olympischen Spielen warf er in fünf Spielen ein Tor. Insgesamt wirkte Finkelmann in 68 Länderspielen mit, in denen er 50 Tore erzielte, davon entfielen 13 Länderspiele und drei Tore auf die Feldhandball-Nationalmannschaft.
Von 1981 bis 1986 war er im Verein als Funktionär tätig, gleichzeitig wurde er Sportlehrer.
Für den Gewinn der Weltmeisterschaft 1966 wurde Finkelmann mit dem Silbernen Lorbeerblatt geehrt. Im Oktober 2013 wurde Diethard Finkelmann in die „Legendengalerie“ der Füchse Berlin aufgenommen.